# Kontaga (Gounghin)
Pour les articles homonymes, voir Kontaga.
Kontaga est une commune située dans le département de Gounghin de la province de Kouritenga dans la région du Centre-Est au Burkina Faso.